# 1981년 전미 비평가 협회상
제16회 전미 비평가 협회상은 1981년 최고의 영화를 기리기 위해 1982년 1월에 열린 시상식이다.

## 수상 및 후보

### 작품상
- 아틀란틱 시티 수상

### 감독상
- 아틀란틱 시티 - 루이 말 수상

### 여우주연상
- 피쇼테 - 마릴리아 페라 수상

### 남우주연상
- 아틀란틱 시티 - 버트 랭커스터 수상

### 여우조연상
- 레즈 - 모린 스태플튼 수상

### 남우조연상
- 할리우드의 건달들 - 로버트 프레스턴 수상

### 각본상
- 아틀란틱 시티 - 존 구아르 수상

### 촬영상
- 내 사랑 시카고 - 고든 윌리스 수상